# Il dono disinteressato
Il dono disinteressato (česky Nezištný dar) je meditace papeže Jana Pavla II.
Jedná se o spis Jana Pavla II., který byl v roce 2006 v oficiálních dokumentech Svatého stolce zařazen do kategorie Meditace. Byl uložen v polštině v Acta Apostolicae Sedis a nese podtitul Vatikán, 8. února 1994. Tématem meditace je pojetí daru/vztahu jako základu celibátu i manželství.

## Publikace a hypotézy o vzniku meditace
Hypotéza o vzniku meditace zůstala neznámá, dokud ji Mauro Leonardi nevydal v italštině v dodatku ke svému spisu Come Gesù. Španělská verze je publikována ve španělském vydání téhož textu. On sám spekuluje, že prvním příjemcem spisu byla Wanda Poltawská, ačkoli to není potvrzeno. Španělská verze je publikována ve španělském vydání téhož textu.
Všechny otázky týkající se této meditace pramení z jediného znepokojivého faktu: z prodlevy, která činí nejméně dvanáct let mezi datem napsání (1994) a datem vydání (2006), které je navíc post mortem. Tato skutečnost s sebou přináší řadu otázek, na něž lze dnes při absenci historie textu odpovídat pouze hypotézami. Proč Jan Pavel II., jehož svoboda iniciativy byla dobře známa, nezveřejnil meditaci ještě za svého života? Snad proto, že by text vyvolal kontroverze? Že by někteří lidé z jeho okolí z tohoto důvodu vydání bránili? Pokud ano, proč se meditace objevuje až post mortem, tedy v době, kdy už o ni papež nemohl požádat? Kdo mohl v roce 2006 rozhodnout, že má být zveřejněna v Acta Apostolicae Sedis, tj. v „Úředním věstníku“ Svatého stolce? Jaký status by měl být tomuto textu přiznán? Je to návrh knihy, jako je „Paměť a identita“ – knihy, která by však nikdy nebyla vydána –, nebo je to samostatný text? Do jakého literárního žánru je možné zařadit text, který sám sebe nazývá Meditací, ale zavádí téměř dramatický či spíše rapsodický vývoj a čtenáře táže, či spíše nabádá, a někdy dokonce argumentuje?

## Obsah
Meditace je rozdělena do pěti bodů:
1. Stvoření jako dar (str. 1–2): dimenze daru je nejhlubší strukturou stvoření. „Nejenže se lidé navzájem sjednocují, ale je to Bůh, kdo je navzájem obdarovává. A v tom se uskutečňuje jeho stvořitelský záměr.“
2. Dar a svěření (s. 3–4): Wojtyla sleduje paradigma daru v celku lidského života, počínaje větou, kterou mu adresoval jeho duchovní vůdce: „Možná ti chce dát tohoto člověka“. „Jako pastýř duší jsem tato slova slyšel od svého duchovního vůdce“.
3. Citlivost pro krásu (s. 4–6): dimenze daru a vzájemného svěřování se děje skrze rozpoznání konkrétní krásy.
4. Vykoupení těla (s. 6–9): lidský duch, který hledá krásu, musí čelit prahu, který se musí čas od času rozhodnout, zda překročit, či nikoli. Tento práh předchází životnímu stavu celibátu nebo manželství.
5. Totus Tuus (s. 9–11): Modlitba Totus Tuus sestavená svatým Janem Pavlem II. podle slov svatého Ludvíka Marie Grignona de Monfort je odpovědí, která překonává váhání podobné tomu, které prožíval Josef z Nazareta: „Neboj se vzít s sebou Marii“ Mt 1, 20 (Kral, ČEP).

## Úplné znění meditace
- Původní text v polštině na vatican.va
- Text přeložený do italštiny na mauroleonardi.it
- Text přeložený do španělštiny na mauroleonardi.it
- Text přeložený do francouzštiny na oise.catholique.fr
- Text přeložený do angličtiny na communio-icr.com